# 24時間テレビ38 愛は地球を救う
『24時間テレビ38 「愛は地球を救う」 つなぐ〜時を超えて笑顔を〜』（24じかんテレビ38「あいはちきゅうをすくう」 つなぐ〜ときをこえてえがおを〜）は、日本テレビにて2015年8月22日（土）18:30 - 8月23日（日）20:54（JST）まで生放送された38回目となる『24時間テレビ』である。

## 概要
初の2つのグループによるメインパーソナリティとなり、V6とHey! Say! JUMPが担当した。
この年は「天才!志村どうぶつ園」や「幸せ!ボンビーガール」の制作陣を中心としたスタッフ構成であったため、これらに関わる演者も多く出演している。

## 出演者
※グループ名・所属は基本的に当時のもの

### 総合司会
- 羽鳥慎一
- 水卜麻美（日本テレビアナウンサー）

### メインパーソナリティー
- V6
  - 坂本昌行
  - 長野博
  - 井ノ原快彦
  - 森田剛
  - 三宅健
  - 岡田准一
- Hey! Say! JUMP
  - 山田涼介
  - 知念侑李
  - 中島裕翔
  - 岡本圭人
  - 有岡大貴
  - 髙木雄也
  - 伊野尾慧
  - 八乙女光
  - 薮宏太

### チャリティーパーソナリティー
- 松下奈緒

### サポーターほか
- 徳光和夫
- 間寛平
- タカアンドトシ（タカ・トシ）
- ハリセンボン（近藤春菜・箕輪はるか）

### チャリティーマラソンランナー
- DAIGO（BREAKERZ）

## 企画・コーナー

### タイムテーブル
| 時間            | コーナー名                                                          |
| --------------- | ------------------------------------------------------------------- |
| 8月22日 18:30 - | 24時間テレビ PART.1                                                 |
| 18:30 -         | オープニング                                                        |
| 19:00 -         | チャリティーマラソン                                                |
| 19:15 -         | 巨大花アート                                                        |
| 19:30 -         | 記憶障がいの花嫁 28年の生涯でつないだ小さな命                       |
| 19:50 -         | ニッポンの元気をつなぐ ダーツの旅的1億人インタビュー                |
| 20:00 -         | 義手の少年が家族の想いをつなぐ 和太鼓パフォーマンス                 |
| 20:20 -         | 子犬が人間の命をつなぐ 救助犬                                       |
| 20:45 -         | 被災地の想いをつなぐ 福島アイスショー                               |
| 21:00 -         | 24時間テレビドラマ「母さん、俺は大丈夫」                            |
| 23:10 -         | 嵐にしやがれSP 真夜中の生男子会                                     |
| 8月23日 0:00 -  | 朝まで生しゃべくり 怪しい交遊録SP                                   |
| 1:00 -          | 24時間テレビ PART.2                                                 |
| 5:00 -          | 24時間テレビ PART.3                                                 |
| 5:00 -          | 日本列島朝どれリレー                                                |
| 5:15 -          | スターものまね天気予報                                              |
| 5:30 -          | ニッポンで1000年つながれてきたモノ大調査！                          |
| 6:00 -          | 坂本・春菜のニッポン夫婦列伝〜これが夫婦の「愛なんだ」～            |
| 6:45 -          | NNNニュースサンデー                                                 |
| 6:57 -          | 24時間テレビ PART.4                                                 |
| 7:00 -          | 盲学校の子ども達がはじめてのスイカづくり                            |
| 8:00 -          | ニッポンの元気をつなぐ ダーツの旅的1億人インタビュー                |
| 8:30 -          | 義足の少年に想いをつなぐ 奇跡の障がい者アスリートが夢の記録に挑戦！ |
| 9:00 -          | 錦江湾横断リレー                                                    |
| 10:00 -         | 野生イルカの力を借りて 手足が不自由な少女の夢をつなぐ               |
| 10:30 -         | 小学生なわとび 8の字ギネス挑戦                                      |
| 11:00 -         | ニッポンの元気をつなぐ ダーツの旅的1億人インタビュー                |
| 11:17 -         | NNNストレイトニュース                                               |
| 11:27 -         | 24時間テレビ PART.5                                                 |
| 11:30 -         | 終わらない戦争 地雷地帯をゆく                                       |
| 12:00 -         | 巨大フラワーアート                                                  |
| 12:20 -         | 復活!伊東家の食卓                                                   |
| 12:27 -         | 24時間テレビ PART.6                                                 |
| 13:00 -         | 小さな島の心をつなぐ 34年ぶりのプレイボール                         |
| 13:30 -         | 車いすの少年と世界のお祭りに挑戦                                    |
| 14:00 -         | ダウン症の少女と心をつなぐ書道パフォーマンス                        |
| 15:00 -         | 出張DIY 被災した学校をリフォーム                                    |
| 15:30 -         | 志村けんと知念侑李のコント劇団                                      |
| 16:00 -         | 両脚のない女性が奇跡のパフォーマンス                                |
| 16:54 -         | NNNニュース                                                         |
| 16:55 -         | 二宮和也、硫黄島へ行く                                              |
| 16:59 -         | 24時間テレビ PART.7                                                 |
| 17:30 -         | チャリティー笑点 林家こん平11年ぶりの復活                           |
| 18:30 -         | 岡田准一 高倉健・志村喬の遺言をつなぐ旅                             |
| 19:00 -         | 心をひとつにつなぐストンプ                                          |
| 20:00 -         | V6＆Hey!Say!JUMP スペシャルメドレー                                 |
| 20:30 -         | フィナーレ                                                          |

## スタッフ
- 技術統括：土屋隆
- 美術統括：大川明子
- 総合TD：蔦佳樹
- マイクロプラン：沼田広美
- 音声プラン：星野正樹
- 本社VTR︰高村治延、北岡大輔
- SDC・SOC︰小野寺亮、安田雅、島本徹、吉田義明、岡田仁、石垣重典
- CVセンター︰横山秀樹、水寄謙一、柳下美穂
- マスター︰石島健一郎、長倉茂樹、平井良織、村上清信、松下晃子、梶本智明
- 放送進行：品川和雅、新畑寛子、友野彩子
- 回線ブッキング：知念愛香、荒井邦彰、熊木亮太
- 電話回線設備︰前島聡、浅川彦四郎、渋澤英司、石塚明伸
- CGデザイン：堀江隆臣、齊藤久志、石渡英明、藤原誠、堤泰生、水落功真、山岸龍、里英樹、金岩太郎
- テロップ︰滝澤奈美子、橋田可奈子、齋藤さやか、池田彬
- 宣伝部：斉藤由美、玉造昌和
- 宣伝デザイン：長瀬一義
- 編成：久保真一郎、佐藤俊之、阿部寿徳、小林将高、切田美伸、合田伊知郎
- ネットワーク：白石大海、手柴英斗
- 技術協力：NiTRO
- 美術協力：日テレアート

警備本部
- - 警備本部：鹿野正樹、黒田努、中田洋、佐々木明、加藤志旺、大河敏一、大江志都道、大場隆行
  - 副本部長：渡邉修三、杉山克美
  - 本部長：勝見明久

告知
- - カメラ：奥村誠久
  - AP：沢辺恵美
  - ディレクター：長嶋永知、成瀬祐太、青山敏雄、三脇えり奈
  - プロデューサー：若松七重、菅沼洋子

PR
- - AP：斉藤陽子、川原三穂
  - ディレクター：前田大輔、萩原哲也、仲澤勉
  - プロデューサー：深谷圭二、伊藤実枝子、城下直子、高橋正昭、高尾あずみ

チャリTシャツ製作プロジェクト
- - ディレクター：櫛山慶、高木悟、元木秀和、清田知宏、満冨洋隆、三林正典、藤山志歩、湯浅貴仁、田野辺陽平
  - AP：高橋沙里
  - プロデューサー：宮太一、須藤大介

デジタルコンテンツ
- - 制作統括：高橋直樹、岩長真理
  - プロデューサー：中村光祐、稲福祥子、久保沙紀子、石川甚敬、髙桑沙紀

〔WEB〕
- - 制作：田中七端、高橋雅也、未武里沙、小田亜矢子、真鍋怜、中塚貴裕、浅水浩司、高木輔、財津功靖

〔データ放送〕
- - 技術：土居清之、吉田宗弘、穂坂怜、中西亮太、伊藤弘樹、西本拓真
  - 制作：下迫直樹、寺本匠、宮武瑞枝、茂住彩織、三宅貴生

〔日テレオンデマンド〕
- - ディレクター：山本久美子、岡村香織、林健司、寺島学、上野佑馬
  - プロデューサー：添田順

24時間テレビ日産チャリティーイベント
- - 特別協賛：日産自動車
  - TD：篠原昭浩
  - SW：石渡裕二
  - カメラ：大谷アグリ
  - MIX：日下部巌
  - VE：渥美淳
  - 照明：宮田千尋
  - 音響：白石幸人
  - 音効：高橋秀治
  - モニター：久保和也
  - AP：田中智子、相馬令子、儀万由佳
  - ディレクター：松﨑秀峰、藤田志帆、飛田一充
  - 演出：藤井良記
  - プロデューサー：今井康則、畑野浩二

汐留本社S1サブ放送本部
- - SW：高田憲一、岩本茂、高梨正利、村上和正
  - 音声：林英毅、中野裕介、辻直哉、杉村理紗、加賀金重郎、太田黒健至
  - 調整：天内理絵、山口孝志、飯島友美、古手川大
  - VTR出しディレクター：広江孝吉、星野隆夫、佐藤伸一
  - TK：居波初子、山沢啓子、鈴木リサ、長坂真由美、竹島祐子、奈良里美、神保よしみ、伊村佳恵
  - ECG：宮前芳恵、辻根昌枝
  - ダイジェストVTR：町田巨樹、久道恵、三浦枝里香
  - 技術コーディネート：渡辺邦宏、加納嗣大、井上将司、関口拓
  - プロデューサー：滝澤真一郎、武末大作

汐留本社S3サブ放送本部
- - 深夜枠TD：牛山敏彦
  - ECG：村松朋子
  - SW：滝沢壮治
  - 音声：今野健、三石敏生
  - 調整：矢田部昭
  - ディレクター：脇山真太朗

汐留本社リモートサブ
- - TD：山田淳
  - SW：藤原達記、上田瞳、橋本治
  - MIX：和田修、大浦政宣、山本慎吾
  - CG：高澤広大、坂巻任
  - 音効：山本香織
  - TK：石島加奈子、林恵潤佳
  - ECG：矢引基子
  - ディレクター：髙橋靖、小名木萌子、長谷川裕
  - Co：佐々木聡史

嵐にしやがれ 生放送SP
- - ナレーター：立木文彦
  - SW：渡辺滋雄
  - カメラ：加美山稔
  - MIX：藤岡絵里子
  - VE：石山実
  - 照明：粂野高央
  - 美術：葛西剛太
  - デザイン：栗原純二
  - 電飾：佐藤勉
  - 特効：堀田秀二郎
  - 大道具：田中庸之、高塚敏史
  - 小道具：米山幸市
  - デスク：津下佳子
  - AP：柳喜祥、峯亜希子
  - ディレクター：川上渡、加藤健太、宮崎浩一
  - チーフディレクター：鈴木和昭
  - プロデューサー：西川宏一、森下典子、古賀絢子

芸能界!もう一度つなぎたい怪しい交遊録
- - ナレーター：佐藤政道、ラルフ鈴木（日本テレビアナウンサー）
  - SW：米田博之
  - カメラ：日向野崇、遠藤慎治
  - 音声：中村宏美、依田真和
  - 調整：斎藤孝行、三崎美貴
  - 照明：木村弥史
  - 美術：山本澄子
  - デザイン：北村春美
  - 大道具：永瀬雅俊
  - オブジェ：清水綾乃
  - 電飾：丹野順哉
  - 小道具：高橋吉彦
  - 花装飾：藤崎華代
  - メイク：小室あい
  - TK：大岡伸江、春日千佳子
  - ECG：石黒好美
  - AP：内野絵美、山脇由紀子、村越多恵子、岩間有香
  - 制作進行：平野玲二
  - ディレクター：川端鉄也、岩本智也、諏訪一三、伊藤航、作井正浩、杉本泰規、飯髙昌宏、田野裕哉、小林亘、熊谷芳子、仲西正樹、春山正宏
  - プロデューサー：藤﨑一成、名田雅哉、木下俊、吉田一浩
  - 演出：内田秀実、宮森宏樹

世界記録工場
- - 中継TD：小澤俊博
  - SW：村田陸彦
  - カメラ：海野亮
  - MIX：五十嵐愛
  - VE：飯島章夫
  - ディレクター：山泉貴弘
  - プロデューサー：高野大介
  - 演出：松居哲郎

Going!Sports&News
- - 演出：柳沢英俊、井田隆寛、齋藤敬太

日本全国から集まった花でつなぐ巨大フラワーアート
- - ナレーター：森富美（日本テレビアナウンサー）
  - フラワーアート協力：赤井勝装花の会
  - 音効：冨田昌一
  - ディレクター：前川瞳美、小林周一、木幡直樹
  - プロデューサー：林田竜一、酒井正義

ニッポンで1000年つながれてきたモノ大調査！
- - ナレーター：服部伴蔵門
  - 制作進行：横山琢磨、小川友希
  - AP：竜円徹、坂元紫乃
  - ディレクター：水野格、雨宮佑介、清水奈津子、菅野健治
  - プロデューサー：石原由季子、森川高行
  - 演出：藤森真実

DAIGO 24時間マラソン
- - ナレーター：三村ロンド
  - TD・SW：諏訪勝
  - VE：久野崇文
  - 音声：篠田貴之
  - TD：萩野谷直樹、加藤大助、東條和人、夏越一徳、本間一美
  - カメラ：八木原輝、熊谷真悟、寺澤由明
  - ドライバー：相沢正博、宮田雄一
  - マイクロ：林賢一
  - 照明：井口弘一郎、真壁弘
  - デザイン：高井美貴
  - 大道具：伊東浩、中川清
  - マラソンプロデューサー：坂本雄次
  - マラソンコーディネーター：比企啓之、中川修一、佐藤成人、大穀敬太、川野竜男、中澤玲子、川崎慶太、上北泰弘
  - ランナーケア：三沢亮介
  - 制作進行：石井希和、田口美和子
  - ディレクター：那須太輔、有田駿介、高野透矢、東海林大介、曽我翔、嵐修三郎、梅澤将、齋藤郁恵、橋村青樹
  - S1コーディネーター：馬杉光、浦川智之、木村将士、須磨翔太、遠藤隼人
  - ノンリニオペレーター：高野和子
  - スタートプロデューサー：宮崎文夫
  - AP：笠間有美
  - プロデューサー：阿河朋子、小川明人、川邊哲也、田辺わたる、朝倉康晴、日下潤 / 中村博行、廣瀬由紀子

47都道府県 想いをつなぐたすきリレー
- - AP：前田夏奈、末永裕俊、岩田真奈美、三田村奈緒子、山下仁志
  - ディレクター：伊藤茉莉衣、内出有布、三上昭人、武信考、南大輔
  - プロデューサー：吉田尚代、藤田幸伸、佐藤里絵
  - チーフプロデューサー：糸井聖一

チャリティーマラソンランナーVTR
- - カメラ：志村孝幸
  - 音声：保坂直美
  - VE：山崎智香
  - ディレクター：勝俣晋
  - AP：野瀬純也

遠泳チャレンジ 想いをつないだ夏
- - ナレーター：真地勇志
  - 協力：鹿児島市立清水小学校 水泳同好会
  - カメラ：岩澤治、戸口佳耶
  - AUD：林芳成
  - ディレクター：猪股由太郎、長谷川たかし、佐藤智之
  - AP：仲田竜馬、稲生有香
  - 技術：鈴木雄仁
  - プロデューサー：伊東修、栄永英幸、輿石将大

ダーツの旅的全国1億人インタビュー
- - ナレーター：真地勇志
  - ディレクター：森田隆行、大石正通、花田康平、森屋聖司、永井ひとみ、吉原千絵、韮沢隆人、板倉裕樹
  - プロデューサー：江尻直孝

オープニングアバンVTR
- - プロデューサー：髙松明央
  - AP：本橋亜土

被災地の想いをつなぐ 羽生結弦アイスショー
- - ナレーター：窪田等
  - TD・SW：望月達史
  - カメラ：松島孝法
  - VE：河原田康児、須藤淳
  - MIX：櫻田勝博
  - クレーン：島田暁
  - 音響：井上忠紀
  - 音効：岡崎宏
  - 照明：内藤晋、大矢晃
  - 美術プロデューサー：杉山智香
  - 美術デザイナー：田澤奈津美
  - 大道具：泉慎一、才原裕二
  - PD：海老澤明子、高橋雅昭
  - 制作進行：清千里
  - ディレクター：久木野大、小元肇、小野勇樹
  - プロデューサー：大越理央

記憶を失くした花嫁 命を我が子へつなぎ天国へ　
- - ナレーター：石川英郎

義手の少年が家族の想いをつなぐ 和太鼓パフォーマンス
- - ナレーター：林田尚親
  - 協力：DRUM TAO
  - ディレクター：吉川真一朗、栗原利典、関根健二
  - プロデューサー：山口敦司
  - AP：小黒みやこ、安達流海子

人間に殺されかけた子犬が 人間の命をつなぐ救助犬に…
- - ナレーター：三村ロンド
  - 協力：船橋市動物愛護指導センター、ピースウィンズ・ジャパン
  - ディレクター：徳永美哲
  - AP：伊藤拓也
  - プロデューサー：渡部祐一

大地と海の恵みでつなぐ 日本列島朝どりリレー
- - ナレーター：平野義和
  - 札幌テレビ放送：加藤雄士、田中真吾
  - テレビ金沢：三国康人
  - 静岡第一テレビ：市村智明、鈴木崇弘
  - ディレクター：田川浩子、松田菜生、木村元継、長瀬久司、木下昌洋
  - プロデューサー：上野真二、荻原球

ダウン症の息子 3歳11か月の夢を未来へつなぐ
- - ナレーター：戸田恵子

日本列島を名シーンでつなぐ! スターものまね天気予報
- - 演出：渡邉友一郎
  - ディレクター：佐津川陽、川上修
  - プロデューサー：萩原朋子
  - AP：小森亮

坂本・春菜のニッポン夫婦列伝〜これが夫婦の「愛なんだ」～
- - AP：岸加苗
  - ディレクター：山形和也

盲学校の子ども達が種からつなぐ はじめてのスイカづくり
- - ナレーター：平野義和
  - TD：清野理
  - SW：林洋介
  - カメラ：浅田昇
  - VE：高橋一徳
  - MIX：木村宏志
  - AP：井手茶智
  - チーフディレクター：中澤洋貴
  - ディレクター：味岡晃司、高宮恵蔵、笠原保志、高畑伸彦
  - プロデューサー：島田総一郎、福田一寛、切替愛

被災地のジャマイカ人シンガー 日本全国へつなぐ感謝の歌
- - ナレーター：鈴木京香
  - アーカイブ：安部真紀子
  - 編曲：鈴木豪
  - 音効：岡田淳一
  - ディレクター：吉濱明秀、富山歩
  - AP：石井伸幸
  - 演出：五歩一勇治
  - プロデューサー：瓜生健、上野尚偉、岡崎成美

障がい者アスリートが夢の記録に挑戦！
- - ナレーター：服部伴蔵門
  - 協力：鉄道弘済会義肢装具サポートセンター、日本パラ陸上競技連盟
  - TP：加藤浩
  - 中継TD：三沢津代志
  - SW：芝山栄一
  - カメラ：今野智道
  - MIX：船越正道
  - VE：小野敏之
  - 照明：小川勉
  - モニター：吉邑光司
  - 美術：三浦昭彦
  - 美術デザイナー：大住啓介
  - 装置：赤木直樹、橋本洸平
  - イントレ：河森明寿
  - CG：三浦智己
  - 音効：加藤つよし
  - ディレクター：新井聡史、佐藤真吾、井澤素樹
  - 中継ディレクター：矢嶋哲也
  - AP：加藤万紀子、安原繭子
  - プロデューサー：紀内良彦、萬屋智成、吉村真人、五十嵐貢、藤田飛鳥、古城戸利香
  - 演出：西村明浩

野生イルカの力を借りて 手足が不自由な少女の夢をつなぐ
- - ナレーター：石川英郎
  - AP：生井真、藤井理絵

ギネス世界記録に挑戦! 子ども達でつなぐ8の字跳び
- - ナレーター：垂木勉
  - SW：津野祐一
  - CAM：西阪康史
  - MIX：山口直樹
  - VE：塩原和益
  - ECG：千代裕子
  - 美術：牧野沙和
  - デザイン：柿崎愛子
  - 装置：小笠原憲仁
  - ディレクター：山嶋将義、陣崎行夫
  - AP：佐藤なつね
  - 演出：前田直彦、塚田直之
  - プロデューサー：今井大輔、岡里有佑子、冨永祐一

森田剛 終わらない戦争 地雷地帯をゆく
- - ナレーター：林田尚親
  - ディレクター：鴻巣裕司
  - プロデューサー：長瀬徹

復活!伊東家の食卓
- - ナレーター：雨蘭咲木子、難波圭一
  - ディレクター：福田龍、滝田朋之、今野恒、佐藤珠恵
  - プロデューサー：黄木美奈子、藤井則子
  - 演出：芦澤英祐

小さな島の心をつなぐ 34年ぶりのプレイボール
- - ナレーター：渡部建（アンジャッシュ）
  - ENG：川島孝夫、三浦貴広、作左部一哉、高橋宗矩、角田至
  - 音声：森田浩行、羽毛健一
  - PA：能登原和之
  - 編集：生田目隼
  - 撮影協力：能古島青少年育成協会、能古中学校
  - ディレクター：高梨智子、桑山ゆうり、大塚太智、舩津翔
  - プロデューサー：南里梨絵
  - AP：林貴恵、荻利恵

志村けんコント劇団 聴覚障がいの子ども達に笑顔をつなぐ
- - ナレーター：石川英郎
  - TP：橋本雄司
  - SW：小林光行
  - VE：高木稔
  - カメラ：藤江雅和、井澤和彦
  - 照明：小野村宗則
  - 音声：岡澤信吾
  - 美術プロデューサー：上村正三
  - 美術進行：平山雄大
  - 大道具：三上晋
  - アクリル装飾：村田誠司
  - 装飾：菊池誠
  - 衣装：宮澤愛
  - メイク：岡田美喜子
  - かつら：俵木和美
  - 技術協力：ヌーベルバーグ、ニューテレス
  - AP：池田千草
  - ディレクター：千葉晃史
  - 演出：小早川憲一
  - プロデューサー：荻野健、上村達也、森亜希子

松下奈緒 ダウン症の少女と心をつなぐ書道パフォーマンス
- - ナレーター：甲斐麻耶
  - ディレクター：塚本拓幸
  - 演出：武石政人
  - プロデューサー：笠井彩

森泉と伊野尾慧が出張DIY
- - ナレーター：山咲トオル
  - プロデューサー：斎藤みさ子
  - ディレクター：小田清仁、藤川悠
  - 演出：徳永清孝

両脚のない米国人女性が日本の子ども達に想いをつなぐ
- - ナレーター：窪田等
  - エアリアル監修：若井田久美子
  - Rigging Design：Ent-All 福田元気
  - 撮影協力：鶴見ジュニア体操クラブ
  - ロケ技術：ROGLE
  - 大道具：新山翼
  - ディレクター：梶山飛博、中間拓郎
  - AP：杉本ルリ子
  - 演出：遠山広

海外でひとり難病と闘う娘が日本の父母につなぐ想い
- - ナレーター：皆口裕子
  - 中継技術：寺西謙治、麻生洋平
  - カメラ：岸賢俊
  - 音声：安田進
  - 制作進行：黒田沙季
  - 中継ディレクター：並木哲也
  - 演出：若林愛美

戦後70年特別企画「二宮和也、硫黄島へ行く」
- - ナレーター：山根基世
  - 報道：中丸由子、氷室興一
  - ロケCAM：岩間俊
  - 音効：吉田比呂樹
  - 音声：矢野武彦
  - 照明：藤田誠
  - 協力：防衛省、吉見百穴
  - ディレクター：伊藤寛昭、中村文彦、武田幹治
  - プロデューサー：佐藤悌、所俊輔
  - AP：小原綾
  - 演出：山田大樹
  - 演出・プロデューサー：倉田忠明

宮沢和史「島唄」中継
- - TD：目黒洋一
  - VE：小田中浩一
  - CAM：三上敏雄
  - MIX：村上正
  - AUD：佐々木学
  - マイクロ伝送：渡邊聖貞
  - 技術協力：ミヤギテレビ、福島中央テレビ
  - 舞台進行：堀田哲之
  - 舞台音響：石黒昭
  - 舞台照明：清水淳
  - 運営協力：ニュース･プロモーション
  - 協力：チームスマイル・いわきPIT
  - AP：山崎みみ
  - ディレクター：新井章司
  - プロデューサー：藤本弘志

チャリティー笑点
- - SW：宮崎和久
  - カメラ：赤沢知弘
  - 照明：下平好実
  - 音声：酒井孝
  - 電飾：飯塚奈美
  - 美術プロデューサー：高野泰人
  - デザイン：小岩幸江
  - 小道具：佐々木洋平
  - 大道具：田村佳久
  - メイク：外山奈津子
  - 衣裳：栗田佐智子
  - FM：山口裕之、福田拓也
  - AP：小森佳代
  - ディレクター：高木裕司
  - プロデューサー：岩沢錬、飯田達哉、大畑仁

闘病11年 驚異の回復力!林家こん平 夢をつなぎたい
- - ナレーター：林田尚親
  - 音効：鈴木勉（サウンド・バム）
  - ディレクター：井上充
  - プロデューサー：林はる佳

2人の名優 高倉健・志村喬の"遺言"を未来につなぐ旅
- - ナレーター：窪田等
  - 演出：川俣和也
  - ディレクター：間篠高行
  - プロデューサー：佐藤理恵
  - AP：山脇瞳

車いすの少年と宮川大輔が世界のお祭りに挑戦!
- - ナレーター：立木文彦
  - ディレクター：立澤哲也
  - カメラ：礒野伸吾
  - プロデューサー：中村昌哉、円城寺剛
  - AP：後藤紗矢香

心臓病の13歳「僕らしく生きたい」
- - ナレーター：須藤理彩

響け!魂のリズム!心をひとつにつなぐストンプ
- - ナレーター：窪田等
  - ディレクター：飯塚翔、岡山眞也
  - 演出：市川隆
  - プロデューサー：八木田祐子
  - AP：灘村満理
  - 振付アシスタント：石井伸衣、濱野早紀、稲葉諭、鋤柄早紀、梅木秀勝、田村美和、大塚流星、西井遥菜
  - 手話通訳士：麻生かおり

応援FAX
- - プロデューサー：森下泰男
  - ディレクター：藤村利晴、下田和則
  - 演出：畠山剛治

武道館企画
- - AP：金ビンナ、岩田裕美
  - 映像協力：北海道放送
  - リサーチ：羽柴千晶
  - ディレクター：大原正也、野満一朗太、増田貴也、中井康二、鈴木章浩、福井翔一郎
  - 演出：鈴木守、川崎文平
  - プロデューサー：小島俊一、神尾育代、持田順也、森栄一郎、黒川こず枝

日本武道館
- - TD：菅谷典彦
  - 音声プラン：原秀彰
  - SW：鎌倉和由、松嶋賢一、吉田健治、安藤康一
  - カメラ︰大庭茂嗣、福田伸一郎、早川智晃、田代義昭、佐藤裕司、岩永雄允、北折雅人、水梨潤、小林宏義、伊勢本活敬、岡本卓也、土田恭平、中村哲也、東武志、山内剛、矢作陽一、高野信彦、木藤和久、荻野高康、茅野竜徳、梓沢曜平、高松里恵、高木亮、小野寺裕太
  - 音声︰中島和真、小原正広、小境健太郎、川合亮、松田崇史、瀧島要介、岡田洋一、宮内貞、高木哲郎、滝口祐造
  - 調整︰小峰祐司、田口徹、石野太一、鈴木昭博、吉﨑慶、渡邊佳寛、児玉大輔、舘野真也、岡田直紀、狩野博貴
  - 音楽効果：村上義行、金沢裕一、宮川素子、吉田茂、西谷香澄、小川彦一
  - 照明：小笠原雅登、森田恵太郎、掛橋司
  - デザイン：熊崎真知子、波多野真理
  - 美術プロデューサー：栗原和也
  - 設営：石原隆
  - 大道具︰下吉克明、和田修吾
  - 電飾︰二階堂哲也、岩井直樹
  - 特殊効果︰内山栄一
  - 小道具︰伊沢英樹
  - バルーン︰細田修
  - アクリル装飾︰松本健
  - 装飾︰安藤淳
  - 花装飾︰笠松信之
  - メイク：奥松かつら
  - VTR出しディレクター：奥河内都、操谷亮
  - ステージング：MIKO、小堀理恵子、小野寺洋平
  - TK：中村ひろ子、矢島由紀子、桜井えみこ、田中彩、山際慎子
  - 編曲：たかしまあきひこ、しかたたかし
  - オーディオコーディネーター：鳥飼弘昌
  - 演奏：ガッシュアウト、フェイスミュージック
  - コーラス：フィジー、ミュージッククリエイション、日テレ学院
  - 手話コーラス隊：日本テレビ愛の小鳩事業団
  - アシスタント：日本テレビイベントコンパニオン
  - 日テレ学院コーラスコーディネーター：飯田啓之、遠藤佐知子、大西麗
  - ゲストフォロー：市川浩崇、加藤正俊、西野真貴、横田崇、加藤晋也、竹下美佐、筒井梨絵
  - フロアディレクター：鈴木淳一、舟澤謙二、長谷川賢一、氣賀澤宏隆、高橋康之、影山幸子、宇津浩二、川島啓史、松川裕範、後藤喬之、稲元雅俊、須原翔、藤戸星妃、諸田景子、岩崎秀紀、田村幸大、森有紗
  - プロデューサー：川添武明、尾高賢哉、前田直敬
- ケータリング：野呂晋吾、野崎麻由美、石塚理
- 武道館コーディネーション：内藤智子、光岡裕子、脇阪真琴、植原佳世子、森田佳苗
- 協力：日本武道館
- 制作協力：IVSテレビ制作、アイヴリックスタジオ、アガサス、アクロ、AX-ON、いまじん、えすと、オリオンクルー、オンリー・ワン、極東電視台、クリエイティブ30、コール、ゴッドキッズ、ザイオン、ザ・ワークス、ジッピー・プロダクション、仁プロデューシング、厨子王、スパイスファクトリー、創輝、てっぱん、日企、日テレイベンツ、日テレワーク24、パッション、ビアーズ、フォアキャスト・コミュニケーションズ、フォーミュレーション、ブームアップ、マイ・プラン、モスキート、ユニオン映画、ランナーズ・ウェルネス、ロール・ワン
- 構成：桜井慎一、ヒロハラノブヒコ、川上トリオ、木南広明、林田晋一、アリエシュンスケ/会沢展年、石塚祐介、市川榮里、内海譲司、遠藤佳三、大谷裕一、尾首大樹、小野高義、加藤淳一郎、川野将一、菊池裕一、小林哲也、酒井俊典、坂本茜、佐藤かんじ、志村康徳、白野敦久、城啓介、杉山奈緒子、高梨武志、田中小百合、田中直人、竹尾明子、とちぼり元、永澤のぶとし、成瀬正人、西村隆志、長谷川優、平出尚人、藤原琢也、松本智子、三木睦郎、宮崎牛丼、森本雅也、両角貴正、横山誠一

「24時間テレビ」チャリティー委員会事務局
- - 事務局長：高見俊彰
  - 事務局：保坂昌宏、武井実、市嶋文裕、薄井真奈、梅村由紀、兒島理佳子、貞末裕子 / 全国のボランティアの皆さん、草の根チャリティーネットワーク
- 制作進行：東原祐子、西村友美
- 制作：加藤幸二郎／ 梅原幹、長尾泰希、廣瀬健一
- 武道館ディレクター：上田崇博、利根川広毅、川口信洋、井上尚也、小松正樹
- 汐留本社S1サブディレクター：伴在正行、森山琢哉、岩鼻優、山下聖司
- S1サブ演出：高橋利之、川邊昭宏、古立善之、上利竜太、橋本和明
- 全体進行：斉藤寿
- プロデューサー：小野隆史
- 武道館演出：福田逸平太、黒川高
- 総合プロデューサー：吉無田剛、岩下英恵
- 総合演出：清水星人
- チーフプロデューサー：道坂忠久、田中宏史
- 制作指揮：福田博之
- 製作著作：日本テレビ